# Malé Lednice
Malé Lednice – wieś (obec) w powiecie Powaska Bystrzyca, w kraju trenczyńskim na Słowacji. Znajduje się w Kotlinie Żylińskiej w północno-zachodniej części Słowacji.